# Фінал Світового туру ATP 2010
ATP World Tour Finals 2010 — тенісний турнір, що проходив на кортах з твердим покриттям у Лондоні, Велика Британія з 22 листопада.

## Фінальна частина

### Одиночний розряд
Роджер Федерер —  Рафаель Надаль 6–3, 3–6, 6–1

### Парний розряд
Деніел Нестор /  Ненад Зімоньїч —  Магеш Бгупаті /  Максим Мирний 7–6(8–6), 6–4